# I de lyse nætter
I de lyse nætter er en dansk film fra 1948. En film indeholdende en rørstrømsk askepothistorie.
- Manuskript Helge Kjærulff-Schmidt.
- Instruktion Asbjørn Andersen.

## Handling
Ude på det smukke landsted bor direktør Rasmus Strang med sine to døtre, Ulla og Linda. Ulla, der er den ældste datter af første ægteskab, styrer hjemmet med fast hånd og holder Linda ned i ubemærketheden: Linda må ikke gå ud, Linda må ikke få nyt tøj, Linda må ikke få sin udmærkede sangstemme uddannet. Kort sagt: Linda må ingenting! Kun kokkepigen Ketty har mod til at tage sig af Linda. Da operetteskuespilleren Poul Lind holder ferie i nærheden af Strangs landsted, opdager han Linda og hendes store sangtalent. Måske er der alligevel en lysere fremtid i vente for den kuede pige.

## Medvirkende
Blandt de medvirkende kan nævnes:
- Hans Kurt
- Tove Maës
- Rasmus Christiansen
- Erni Arneson
- Carl Fischer
- Betty Helsengreen
- Birgitte Federspiel
- Henry Nielsen
- Preben Mahrt
- Birgitte Reimer
- Ove Sprogøe
- Ellen Margrethe Stein

## Eksterne links
- I de lyse nætter på Internet Movie Database (engelsk)
- I de lyse nætter på Filmdatabasen
- I de lyse nætter på danskefilm.dk
- I de lyse nætter på danskfilmogtv.dk
- I de lyse nætter på The Movie Database (engelsk)